# Yves Kayiba Angani
Yves Kayiba Angani (Kinshasa, 26 april 1991) is een Congolees betaald voetballer die bij voorkeur in de aanval speelt.

## Carrière

### Congo
Angani begon in 2005 met voetballen bij Centre de formation Vivi Team. Hij stapte in 2008 over naar FC Système waar hij in het seizoen 2010/11 topscorer werd van de Entente provinciale de football de Kinshasa (Epfkin), de regionale competitie rond Kinshasa, met 28 doelpunten.

### KRC Genk
Hij tekende in november 2012 een eenjarig contract bij KRC Genk, dat hem leende van FC Système na een geslaagde testperiode. Genk besloot hem een contract te geven tot het einde van het seizoen. Eerder was hij afgetest bij zowel Raja Casablanca (december 2011), KV Mechelen als Sporting Charleroi (beiden 2012). Hij mocht dit seizoen zijn wedstrijden afwerken bij de beloften van Genk. Hij speelde 15 wedstrijden (waarin hij meerdere doelpunten maakte), maar Angani kreeg aan het einde van het seizoen geen contactverlenging.

### FC Metz
In de zomer van 2013 werd hij uitgeleend aan de Franse tweedeklasser FC Metz dat hem overneemt van Genk. Hij kreeg het rugnummer 12 toegewezen. Hij speelde veelal bij de belofte mee en speelde in een officiële wedstrijd.

### Later carrière
Hij speelde nadien nog bij een reeks Franse clubs uit de lagere regionen.

## Statistieken
| seizoen | club       | land      | competitie         | wed. | goals |
| ------- | ---------- | --------- | ------------------ | ---- | ----- |
| 2012/13 | KRC Genk   | België    | Jupiler Pro League | 0    | 0     |
| 2013/14 | FC Metz    | Frankrijk | Ligue 2            | 0    | 0     |
| 2013/14 | FC Metz II | Frankrijk | CFA 2              | 11   | 4     |
|         |            |           | Totaal             | 11   | 4     |

## Palmares
| Nationaal        |    |      |
| Beker van België | 1x | 2013 |
| Individueel      |    |      |
| Topscorer Epfkin | 1x | 2011 |

## Internationaal
Hij debuteerde op 11 november 2011 voor het voetbalelftal van Congo-Kinshasa in de wedstrijd tegen Swaziland.